# موضوعية سياقية
الموضوعية السياقية هي المبدأ الذي تكمن جذوره في ميكانيكا الكم والذي تم تعديله وتطبيقه لتفسير ووصف أعمال منظمات وسائل الإعلام الإخبارية في أزمنة الحرب. قدم هذا المبدأ عادل إسكندر ومحمد النواوي في تحليلهما لقناة الجزيرة كدراسة حالة، وهذا المصطلح يعبر عن محاولة «عكس جميع جوانب أية قصة مع الإبقاء على قيم ومعتقدات ومشاعر الجمهور المستهدف». ولقد طبق بعض العلماء هذا المفهوم لتفسير البرامج الإخبارية في قناة فوكس نيوز ما بين عامي 2002 و2003 حتى حرب العراق. واستخدمت دراسات أخرى الموضوعية السياقية لوصف الفوارق بين وسائل الإعلام السائدة وتغطية وسائل الإعلام العرقية البديلة لجهود الإنقاذ التي تلت إعصار كاترينا.